# Асоційована матриця
Асоційована матриця (англ. compound matrix) — матриця, чиїми елементами є всі мінори заданого розміру іншої матриці. Асоційовані матриці тісно пов'язані з зовнішніми алгебрами і мають застосування в ряді задач фізики та економіки.

## Означення
Для матриці {\displaystyle A} розміру {\displaystyle m\times n} виберемо підмножину {\displaystyle I} розміру {\displaystyle r} з індексів {\displaystyle \{1,\ldots m\}} та підмножину {\displaystyle J} розміру {\displaystyle s} з індексів {\displaystyle \{1,\ldots n\}}.
Тоді позначимо {\displaystyle A_{I,J}} підматрицю {\displaystyle A} складену з рядків індексованих {\displaystyle I} та стовпців індексованих {\displaystyle J}.
Тоді {\displaystyle r}-та асоційована матриця (позначається {\displaystyle C_{r}(A)}) матриці {\displaystyle A} визначається наступним чином.  Якщо {\displaystyle r>min(m,n)}, тоді {\displaystyle C_{r}(A)} є матрицею розміру 0 × 0.  Інакше, {\displaystyle C_{r}(A)} має розмір {\displaystyle {\binom {m}{r}}\!\times \!{\binom {n}{r}}}.
Її рядки та стовпці індексовані {\displaystyle r}-елементними підмножинами із {\displaystyle \{1,\ldots m\}} та {\displaystyle \{1,\ldots n\}}, відповідно, в  лексикографічному порядку.  А елементом що відповідає індексам {\displaystyle I} та {\displaystyle J} є мінор {\displaystyle detA_{I,J}}.

## Приклад
Для матриці
{\displaystyle A={\begin{pmatrix}1&2&3&4\\5&6&7&8\\9&10&11&12\end{pmatrix}}.}
Індекси строк {1, 2, 3} та індекси стовпців {1, 2, 3, 4}.  Тому рядки {\displaystyle C_{2}(A)} індексуватимуться множинами
{\displaystyle \{1,2\}<\{1,3\}<\{2,3\}}
а стовпці індексуватимуться множинами
{\displaystyle \{1,2\}<\{1,3\}<\{1,4\}<\{2,3\}<\{2,4\}<\{3,4\}.}
Виберемо відповідні рядки та стовпці, щоб сформувати визначники, які будуть елементами асоційованої матриці:
{\displaystyle {\begin{aligned}C_{2}(A)&={\begin{pmatrix}\left|{\begin{smallmatrix}1&2\\5&6\end{smallmatrix}}\right|&\left|{\begin{smallmatrix}1&3\\5&7\end{smallmatrix}}\right|&\left|{\begin{smallmatrix}1&4\\5&8\end{smallmatrix}}\right|&\left|{\begin{smallmatrix}2&3\\6&7\end{smallmatrix}}\right|&\left|{\begin{smallmatrix}2&4\\6&8\end{smallmatrix}}\right|&\left|{\begin{smallmatrix}3&4\\7&8\end{smallmatrix}}\right|\\\left|{\begin{smallmatrix}1&2\\9&10\end{smallmatrix}}\right|&\left|{\begin{smallmatrix}1&3\\9&11\end{smallmatrix}}\right|&\left|{\begin{smallmatrix}1&4\\9&12\end{smallmatrix}}\right|&\left|{\begin{smallmatrix}2&3\\10&11\end{smallmatrix}}\right|&\left|{\begin{smallmatrix}2&4\\10&12\end{smallmatrix}}\right|&\left|{\begin{smallmatrix}3&4\\11&12\end{smallmatrix}}\right|\\\left|{\begin{smallmatrix}5&6\\9&10\end{smallmatrix}}\right|&\left|{\begin{smallmatrix}5&7\\9&11\end{smallmatrix}}\right|&\left|{\begin{smallmatrix}5&8\\9&12\end{smallmatrix}}\right|&\left|{\begin{smallmatrix}6&7\\10&11\end{smallmatrix}}\right|&\left|{\begin{smallmatrix}6&8\\10&12\end{smallmatrix}}\right|&\left|{\begin{smallmatrix}7&8\\11&12\end{smallmatrix}}\right|\end{pmatrix}}\\&={\begin{pmatrix}-4&-8&-12&-4&-8&-4\\-8&-16&-24&-8&-16&-8\\-4&-8&-12&-4&-8&-4\end{pmatrix}}.\end{aligned}}}

## Властивості
- {\displaystyle C_{0}(A)=I_{1}} — 1 × 1 одинична матриця.
- {\displaystyle C_{1}(A)=A}.
- {\displaystyle C_{r}(cA)=c^{r}C_{r}(A)}.
- Якщо {\displaystyle rk(A)=r}, то {\displaystyle C_{r}(A)=1}.
- Якщо {\displaystyle 1\leq r\leq n}, то {\displaystyle C_{r}(I_{n})=I_{\binom {n}{r}}}.

Якщо {\displaystyle 1\leq r\leq min(m,n)}:
- {\displaystyle C_{r}(A^{T})=C_{r}(A)^{T}}
- {\displaystyle C_{r}(A^{*})=C_{r}(A)^{*}}.
- Cr (AB) = Cr (A) Cr (B).

Якщо {\displaystyle A} квадратна матриця розміру {\displaystyle n}:
- {\displaystyle C_{n}(A)=detA}
- Якщо {\displaystyle A} — невироджена, то {\displaystyle C_{r}(A^{-1})=C_{r}(A)^{-1}}

Якщо {\displaystyle A} одну з наступних властивостей, то і {\displaystyle C_{r}(A)} має її:
- верхня/нижня трикутна
- діагональна
- ортогональна
- унітарна
- симетрична
- ермітова
- косо-симетрична (якщо {\displaystyle r} — непарне)
- косо-ермітова (якщо {\displaystyle r} — непарне)
- додатновизначена
- нормальна

## Зв'язок з зовнішньою алгеброю
...

## Зв'язок з союзною матрицею
...